# Thorsten Sundström
Thorsten Sundström, folkbokförd Erik Torsten Sundström, född 16 september 1910 i Stora Tuna församling, Kopparbergs län, död 4 januari 2000 i Stockholm, var en svensk socialdemokratisk kommunalpolitiker. 
Sundström. som var son till stenhuggare O. Sundström och Hulda Lindström, avlade realexamen 1926. Han blev redaktör för tidningen Skaraborgaren 1939, ombudsman i Stockholms arbetarekommun 1943, sekreterare där 1951, var personalborgarråd i Stockholms stad 1958–1965, gatu- och trafikborgarråd 1965–1970 och miljö- och fritidsborgarråd 1970–1976.[källa behövs] Han var ledamot av stadsfullmäktige i Lidköpings stad 1942 och i Stockholms stad från 1950. Han var vice ordförande i Industriverksstyrelsen 1950–1958 och i AB Stockholms Spårvägar 1954–1958.